# Pierre Coppieters
Pierre Richard Raymond Alphonse Coppieters (* 24. Mai 1907 in Oostende; † im 20. oder 21. Jahrhundert) war ein belgischer Schwimmer und Wasserballspieler.

## Karriere
Coppieters nahm 1928 erstmals an Olympischen Spielen teil. In Amsterdam erreichte er mit der belgischen Staffel über 4 × 200 m Freistil das Finale nicht, mit der Wasserballnationalmannschaft wurde er Fünfter. Acht Jahre später folgte seine zweite olympische Teilnahme. Bei den Spielen in Berlin platzierte sich der Sportler im Wasserball mit der belgischen Mannschaft auf dem dritten Rang und sicherte sich somit Bronze.
Auf nationaler Ebene gewann der Belgier zwischen 1929 und 1937 mit Ausnahme der Jahre 1930 und 1936 sieben Mal den Titel über 100 m Freistil.